# La Croix-sur-Roudoule
La Croix-sur-Roudoule är en kommun i departementet Alpes-Maritimes i regionen Provence-Alpes-Côte d'Azur i sydöstra Frankrike. Kommunen ligger  i kantonen Puget-Théniers som ligger i arrondissementet Nice. År 2022 hade La Croix-sur-Roudoule 98 invånare.

## Befolkningsutveckling
Antalet invånare i kommunen La Croix-sur-Roudoule
Referens: INSEE